# Agomadaranus sticticus yunnanicus
Agomadaranus sticticus yunnanicus es una subespecie de coleóptero de la familia Attelabidae.

## Distribución geográfica
Habita en China.